# Antonio Salviati

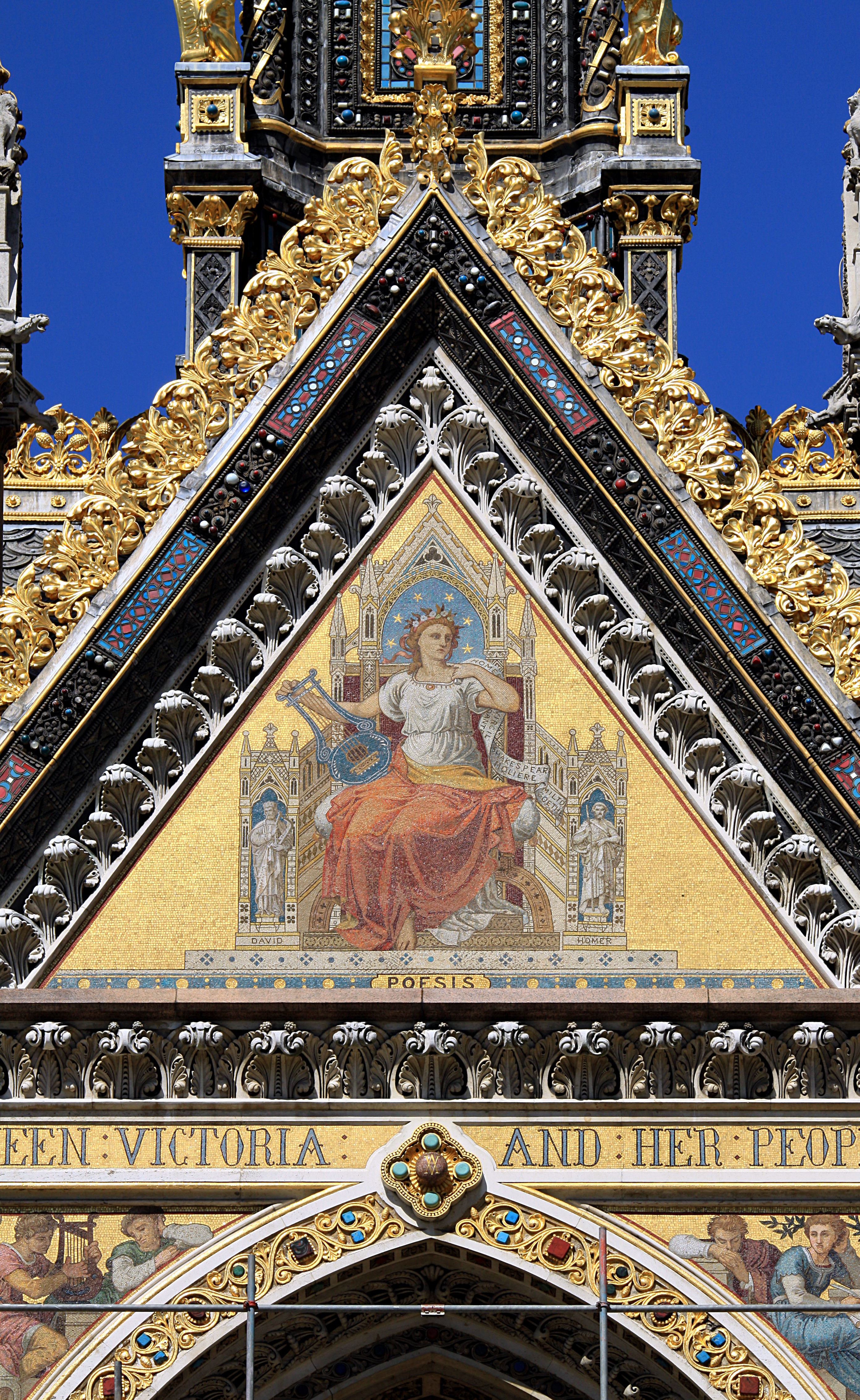
Mosaik på Albert Memorial i London.

Antonio Salviati, född den 18 mars 1816 i Vicenza, död där den 25 januari 1890, var en italiensk mosaikkonstnär.
Salviati grundade en mosaikfabrik i Murano i närheten av Venedig. Han vann stort rykte genom restaureringen av mosaikerna i Markuskyrkan i Venedig. Han utförde mosaiker i slottskapellet i Windsor, prins Alberts mausoleum, kupolen på Sankt Paulskatedralen i London, Westminster Abbey där, Aachens domkyrka, Westminsterpalatset, egyptiske vicekungens palats, segermonumentet i Berlin med mera.